# Isaac Bustos
Isaac Bustos (* 16. Februar 1975 in Mexiko-Stadt, Mexiko) ist ein ehemaliger mexikanischer Boxer im Strohgewicht. 

## Profikarriere
Im Jahre 1995 begann er seine Profikarriere. Am 18. Dezember 2004 boxte er gegen Eagle Den Junlaphan um den Weltmeistertitel des Verbandes WBC und gewann durch K. o. Diesen Gürtel verlor er allerdings bereits in seiner ersten Titelverteidigung im April des darauffolgenden Jahres an Katsunari Takayama.
Im Jahre 2009 beendete er seine Karriere.